# Szabó Máté (politológus)
Szabó Máté (Budapest, 1956. június 13. –) magyar politológus, jogász, egyetemi tanár, 2007 és 2012 között az állampolgári jogok országgyűlési biztosa, majd a tisztség megszűnését követően 2013-ig az alapvető jogok biztosa.

## Élete
Szabó Máté 1980-ban diplomázott az Eötvös Loránd Tudományegyetem Állam- és Jogtudományi Karán. 1987-ben védte meg politikatudományi kandidátusi disszertációját, 1996-ban politológiából MTA tudományok doktora címet szerzett.
1984-től az Eötvös Loránd Tudományegyetem Állam- és Jogtudományi Karának Politológia Tanszékén tudományos munkatárs, 1987-től főmunkatárs, 1990-től egyetemi docens, 1995-től pedig egyetemi tanár. 1999. november 1-je óta a tanszék vezetője, majd 2001. november 1-jétől 2010. július 1-jéig a Politikatudományi Intézet első igazgatója. Az ELTE Állam- és Jogtudományi Kar (ELTE ÁJK) Politológiai Doktori Iskola oktatója, a Doktori Iskola Tanácsának tagja. 2002 óta oktat a Nyugat-magyarországi Egyetem Európai és Nemzetközi Tanulmányok szakán részfoglalkozásként.
1980 óta folyamatosan végez politológiai és szociológiai kutatómunkát. Fő témái a politikaelmélet története a 19-21. századi USA-ban és Nyugat-Európában, valamint a társadalmi mozgalmak és a politikai tiltakozás a 20-21. században Magyarországon és Közép-Európában.
1982 óta több alkalommal nyert el ösztöndíjakat (FES, DAAD, Humboldt) az NSZK-ba, továbbá a Felsőfokú Tanulmányok Hollandiai Intézete (NIAS), a Firenzei Európa Európai Egyetem, a NATO Demokrácia programja kutatási ösztöndíjait, illetve a Magyar Állami Eötvös Ösztöndíjat és a Széchenyi professzori ösztöndíjat.
Nős, két gyermeke van.

## Közéleti tevékenysége
A tudományos könyv- és folyóirat-kiadás aktív résztvevője. 1980 és 1984 között a Világosság főállású szerkesztője, 1985 és 1986 között a Külpolitika külső munkatársa, 1991-től 2000-ig a Politikatudományi Szemle egyik alapító szerkesztője, 2000-től szerkesztőbizottsági tagja. 2008-tól a Zeitschrift für Vergleichende Politikwissenschaft német folyóirat szerkesztőbizottsági tagja. 1999-től 2009-ig a Rejtjel Politológia Könyvek 27 kötetből álló sorozatát szerkesztette. 2011 óta tagja a Külügyi Szemle tanácsadó testületének.
A Magyar Politikatudományi Társaság és a Magyarországi Humboldt Egyesület alapító tagja, a Magyar Szociológiai Társaság tagja. 1992 és 1997 között a Magyar Politikatudományi Társaság főtitkára, 2000 és 2004 között elnökségi tagja volt. Rendszeresen részt vesz nemzetközi konferenciákon, angol és német nyelvű előadásainak többsége nemzetközi tudományos folyóiratokban és szakkönyvekben is megjelent.
1993-tól vesz részt a Magyar Akkreditációs Bizottság és az MTA különböző tudományos bizottságainak munkájában. 1998 és 2002 között a Belügyminisztérium Tudományos Tanácsadó Testületének tagja.

## Ombudsmani tevékenysége
2007. szeptember 25-én Sólyom László jelöltjeként az Országgyűlés több mint kétharmados többséggel hat évre az állampolgári jogok országgyűlési biztosává választotta. Hivatala mellett folytatta oktató- és kutatómunkáját. 2009-től az Európai Ombudsman intézet elnökségének tagja volt.
A második Orbán-kormány által 2012. január 1-jén hatályba léptetett új alaptörvény megszüntette a három szakombudsman posztját, Szabó Máté ettől kezdve mint az alapvető jogok biztosa tevékenykedett tovább.
Az alaptörvény hatályba lépésével megszűnt az állampolgárok joga, hogy egyénileg forduljanak az Alkotmánybírósághoz. Ezt a szerepet az alapvető jogok biztosa vette át: Szabó Máté 2011-12-ben 35 esetben fordult az Alkotmánybírósághoz, mintegy 250 törvénytervezetet véleményezett, az esetek harmadában kritikai észrevételeket is tett. Kifogásolta a rokkantnyugdíjazás átalakítását, a Médiatanács létrehozását, a hajléktalanok utcán élését szabálysértéssé minősítő rendelkezéseket, 75 oldalas jelentésben bírálta a közfoglalkoztatást is. Szabó szerint sérült a jogbiztonság elve a játékautomaták betiltásakor. Kritizálta az alaptörvényhez fűzött ún. átmeneti rendelkezéseket is; az Alkotmánybíróság 2012. december végi döntésével igazat adott neki, miszerint az átmeneti rendelkezések nem írhatják felül az alaptörvényt, nem állapíthatnak meg kivételeket annak rendelkezései alól.

## Művei
- A "forró ősz". Békemozgalom, politikai tiltakozás, ellenállás az NSZK-ban; ILK, Bp., 1984
- Paczolay Péter–Szabó Máté; A politikaelmélet rövid története; Kossuth, Bp., 1984
- Zöldek, alternatívok, környezetvédők. Az ökológiai mozgalmak elmélete és politikája; Gondolat, Bp., 1985
- A zöld hullám. Olvasókönyv a környezetvédelmi társadalmi mozgalmakról; szerk. Sólyom László, Szabó Máté, ford. Basa Ildikó, Gyarmati Judit, Németh Ágnes; ELTE Állam- és Jogtudományi Kar, Bp., 1988
- Politikai ökológia. Szemelvények a nyugati alternatív mozgalmak elméletéről és politikájáról; szerk. Szabó Máté; ELTE, Bp., 1989 (Bölcsész index centrál könyvek)
- Az egyetemes politikai gondolkodás története. Szöveggyűjtemény; szerk. Paczolay Péter, Szabó Máté; Tankönyvkiadó, Bp., 1990
- Társadalmi mozgalom és politikai változás: A Zöldek; Alapítvány a Politikai Kultúráért, Bp., 1992
- Alternatív mozgalmak Magyarországon; Gondolat, Bp., 1993
- The New Hungarian Constitutional State: Challenges and Perspectives (1993)
- Ungarn auf dem Weg zur Demokratie. Modernisierung, politische Innovation und Systemwandel; Europa Union, Bonn, 1994 (Mainzer Beiträge zur europäischen Einigung)
- Politischer Protest und Mobilisierung von Bürgern im Spiegel der Presse in der Slowakei, Slowenien und Ungarn 1993; Bundesinst. für Ostwiss. und Intern. Studien, Köln, 1996 (Berichte des Bundesinstituts für Ostwissenschaftliche und Internationale Studien)
- Paczolay Péter–Szabó Máté: A politikatudomány kialakulása. A politikaelmélet története az ókortól a huszadik századig; Korona, Bp., 1996
- The challenge of europeanization in the region: East Central Europe; szerk. Szabó Máté; Hungarian Political Science Associatoin–Institute for Political Sciences of the HAS, Bp., 1996 (European studies)
- "Védekező" helyi társadalom: tiltakozások Borsod megyében (1989–1995); MTA PTI, Bp., 1997 (MTA PTI Etnoregionális Kutatóközpont munkafüzetek)
- From a "Police state to a demonstration democracy". Policing mass demonstrations in Hungary; Institute for Political Sciences of the HAS, Bp., 1997 (Working papers of political science)
- Társadalmi mozgalmak és politikai tiltakozás; Villányi Úti Konferenciaközpont és Szabadegyetem Alapítvány, Bp., 1998 (Villányi úti könyvek)
- Az Európai Unió és Magyarország; szerk. Bozóki András, Fricz Tamás, Szabó Máté; MTA PTI, Bp., 1998
- Tüntetés, rendőrség, demokrácia. Tanulmányok; szerk. Szabó Máté, Dominique Wisler; Villányi Úti Konferenciaközpont és Szabadegyetem Alapítvány, Bp., 1999 (Villányi úti könyvek)
- Környezetvédelmi civil kezdeményezések Magyarországon, 1988–1998. Tanulmányok; szerk. Szabó Máté; Villányi Úti Konferenciaközpont és Szabadegyetem Alapítvány, Bp., 1999 (Villányi úti könyvek)
- Globális civil társadalom? A nemzetközi és a külföldi NGO-k szerepe a magyar civil társadalom fejlődésében; szerk. Szabó Máté; Villányi Úti Konferenciaközpont és Szabadegyetem Alapítvány, Bp., 2000 (Villányi úti könyvek)
- Társadalmi mozgalmak és politikai tiltakozás történeti és összehasonlító perspektívában; Rejtjel, Bp., 2001 (Rejtjel politológia könyvek)
- Demokrácia és politikatudomány a 21. században. Az Eötvös Loránd Tudományegyetem Állam- és Jogtudományi Kara Politológia Tanszékének 2001. október 12-13. között megrendezett konferenciája; szerk. Szabó Máté; Rejtjel, Bp., 2002 (Rejtjel politológia könyvek)
- "Jöjj el szabadság!". Bihari Mihály egyetemi tanár 60. születésnapjára készült ünneplő kötet; szerk. Pesti Sándor, Szabó Máté; Rejtjel, Bp., 2003 (Rejtjel politológia könyvek)
- Európai környezetpolitika, európai civil társadalom; Szeredi Péter, Bp., 2004 (Európai füzetek)
- Globalizáció, regionalizmus, civil társadalom; Századvég, Bp., 2004 (A Századvég Civil Akadémia kötetsorozata)
- Civil társadalom: elmélet és gyakorlat; szerk. Szabó Máté; Rejtjel, Bp., 2005 (ELTE Állam és Jogtudományi Kar Politológiai Doktori Iskola könyvsorozata)
- A tiltakozás kultúrája Magyarországon. Társadalmi mozgalmak és politikai tiltakozás 2.; Rejtjel, Bp., 2007 (Rejtjel politológia könyvek)
- A disszidensek hangjai. A szocializmus kritikája a magyar ellenzék irányzatainak gondolkodásában, 1968–1988; Társtudományok és Európa-tanulmányok Intézete, Szombathely–Kőszeg, 2008 (ISES füzetek)
- Emberi méltóság korlátok nélkül. A gyermekek, a hajléktalanok és a gyülekezők jogai; szerk. Hajas Barnabás, Szabó Máté; Országgyűlés Hivatala, Bp., 2009
- Human rights and civil society in Hungary, 1988–2008. Twenty years for rights and freedom; Parliamentary Commissioners' Office, Bp., 2009
- Európai ombudsman-intézmények. Összehasonlító jogi elemzés az ombudsman-eszme gyakorlatban történő meghonosításának különféle formáiról; vál. Szabó Máté, Péterfalvi Attila, szerk. Gabriele Kucsko-Stadlmayer, ford. Sziklay Júlia; ELTE Eötvös, Bp., 2010 (ELTE jogi kari tudomány)
- Ki őrzi az őrzőket? Az ombudsmani jogvédelem; Kairosz, Bp., 2010
- Emberi jogok. Alapvető jogok? Esélyek és veszélyek az ombudsman szemével; Kairosz, Bp., 2011
- Az ombudsmani intézmények újraszabályozása a 21. században Magyarországon és Európában; szerk. Hajas Barnabás, Szabó Máté; Országgyűlés Hivatala–Alapvető Jogok Biztosának Hivatala, Bp., 2012
- Pajzsuk a törvény. Rászoruló csoportok az ombudsmani jogvédelemben; szerk. Hajas Barnabás, Szabó Máté; Alapvető Jogok Biztosának Hivatala, Bp., 2013 (angolul is)

## Díjai, kitüntetései
- Erdei Ferenc-díj (1988, az alternatív mozgalmakról folytatott kutatásokért)
- Belügyi tudományos munkáért járó emlékplakett (2000)
- „Magyar Felsőoktatásért” emlékplakett (2006, oktatómunkáért)
- Bibó István-díj (2007, oktató- és kutatómunkája elismeréseként)
- Lengyel Köztársaság Arany Érdemkeresztje (2012. december 10., az emberi jogok ombudsmani védelmének megerősítéséért, illetve e téren a lengyel-magyar kapcsolatok fejlesztéséért)[6]